# Elektroakustisk musik
Den elektroakustiska musiken (EAM) är en form av modern konstmusik med rötter i efterkrigstidens avantgardism: dels i experiment med olika slag av elektronisk manipulation av ljud på band vid Kölns radiostudio, dels i experiment med så kallad konkret musik (termen lanserades av radiomannen och tonsättaren Pierre Schaeffer) i Paris, båda riktningarna ("elektronisk" och "konkret") kom under slutet av fyrtio- och början av femtiotalet. Ganska snart växte de samman till en: Elektroakustisk musik, där både elektroniskt genererat material och inspelade vardagsljud (konkreta ljud) blandades. Detta tillvägagångssätt kan exemplifieras med Karlheinz Stockhausens komposition Gesang der Jünglinge (1956), framställd vid Westdeutscher Rundfunks (WDR) studio i Köln, där bearbetade ljud från en gosskör mixades med elektroniska klanger.

## I Sverige
I Sverige fick elektronmusik - som den benämndes vid denna tid - tidiga företrädare i Bengt Hambraeus, Rune Lindblad, Leo Nilsson och Ralph Lundsten. Ett annat tidigt svenskt exempel är de så kallade "mima-banden" i Karl-Birger Blomdahls rymdopera Aniara. Efterhand blev elektroakustisk musik en av många uttrycksmöjligheter för modernistiskt inriktade tonsättare, både i Sverige och i andra länder. En vidare spridning nådde den genom att användas i film. Elektroakustisk musik har inga enhetliga stilistiska kännetecken, utan känns framför allt igen på det sätt som musiken skapas på. Under decennierna efter 1980 har begreppet kraftigt ifrågasatts i och med att inspelningsteknologin blivit mer allmänt tillgänglig, och en rad nya populärmusikaliska stilar med utgångspunkt i en "elektroakustisk" metod skapats.
Idag komponeras den konstmusikaliskt inriktade elektroniska musiken EAM vid bland annat EMS (Elektroakustisk Musik i Sverige) i Stockholm och IDKA i Gävle, men även i hemmastudior eftersom teknologin är lättillgänglig.  Musik med instrument och elektronik kallas ofta "mixed media". Termer som live-elektronik är förekommande då man med hjälp av en bärbar dator antingen spelar upp förinspelade ljud eller tar in ljudsignal från instrument/röster som sedan vidare bearbetas i realtid på scen.

## Kända utövare i Europa
Några kända tonsättare förutom de nämnda är bland andra: Herbert Eimert, György Ligeti, Ivo Malec, Bo Nilsson, Luigi Nono, Åke Parmerud, Krzysztof Penderecki, Ákos Rózmann och Iannis Xenakis.